# Rock bube
Rock bube bio je splitski rock sastav koji je djelovao od 1979. do 1983.
Čupavci iz splitskog kvarta Brda. Osim održavanja svojih autorskih koncerata, svirali su i na tadašnjim splitskim gitarijadama pred tisućama ljudi, pa tako i na DORS-ima (Dalmatinski omladinski rock susreti), kao i u tadašnjim frontama (prostorijama mjesnih zajednica).
Članovi benda:
- Zoran Grčić - bas gitara i vokal
- Boris Krivec – gitara i vokal
- Zoran Krstulović - gitara
- Ivica Donkov – bubnjevi
- (kasnije im se pridružuju na solo gitari: Damir Lejo, a na bubnjevima: Milivoj Vuković)

Napisali su svojih desetak pjesama koje su slali izdavačkim kućama, ali nisu uspjeli izdati vlastitu LP ploču:
- - Ona voli tebe
- - Subotnja je luda noć
- - Pisa
- - Čekam
- - Međubroj dame
- - Dr. Smrtoljub
- - Snjegovi Kilimandžara
- - Ja ne pjevam da mi vrijeme prođe
- - Gdje si sad
- - O maj bejbi Denis (... obrada)